# 增甘膦
增甘膦是一种植物生长调节剂，属于有机磷化合物，化学式为C4H11NO8P2。它可以亚氨基二(亚甲基膦酸)和氯乙酸为原料反应制得。它可以和金属形成配位化合物。